# 李崧 (清朝)
李崧（1656年—1736年），表字静山，号芥轩、又号嫩仙，江苏省澄江县（今江苏省江阴市）人，清代诗人、画家。
祖父李國綱為江阴人，明末徙居无锡。李氏为望族，以家资雄於乡里，李崧不愿流俗，以富家子而独贫。一生布衣，为人和蔼，淡于功名，以经商致富，居鹅湖之洗香园。擅诗词，其妻薛瓊（薛素仪）也好吟咏，夫妻唱和，朝夕不辍，传为美谈。他与沈德潛友善。早年以《浣香园诗》知名于世，五十岁以后诗作刊为《夕阳村诗》。两集风格大异。专攻绘画，善画花卉、草虫、芦雁。七十多歲雙眼失明，不廢吟詠，猶口占詩，令其幼孙书写。乾隆元年（1736年）十一月，去世，享年八十一。翌年秋，其子李天根奉“先人遗命”，請沈德潛作墓志铭。著有《芥轩诗集》、《夕阳村诗钞》一卷、《浣香词》等。